# Masaru Ibuka
Masaru Ibuka (井深 大, Ibuka Masaru), né le 11 avril 1908 à Nikkō et décédé le 19 décembre 1997 à Tokyo, est un industriel japonais. Il est le cofondateur de la société actuellement connue sous le nom de Sony.

## Biographie
Il est diplômé de l'Université Waseda en 1933. Son surnom y était « inventeur génial ». En 1945, il quitte le laboratoire photo-chimique (dédié au traitement de pellicules de cinéma) où il était employé pour fonder une boutique de réparation de radios à Tokyo. Il crée la corporation ingénierie en télécommunications de Tokyo avec Akio Morita en 1946. Cette société prendra le nom de Sony en 1958. Il quitte la société en 1976.
On lui doit un livre intitulé (dans sa traduction anglaise) Kindergarten is Too Late (1971), ouvrage dans lequel il affirme que la période de 9 mois à 3 ans est, chez l'humain, le moment d'apprentissage le plus important. 
L'infirmière Yae Ibuka (1897-1989) est une parente éloignée.